# Döpper (Unternehmerfamilie)

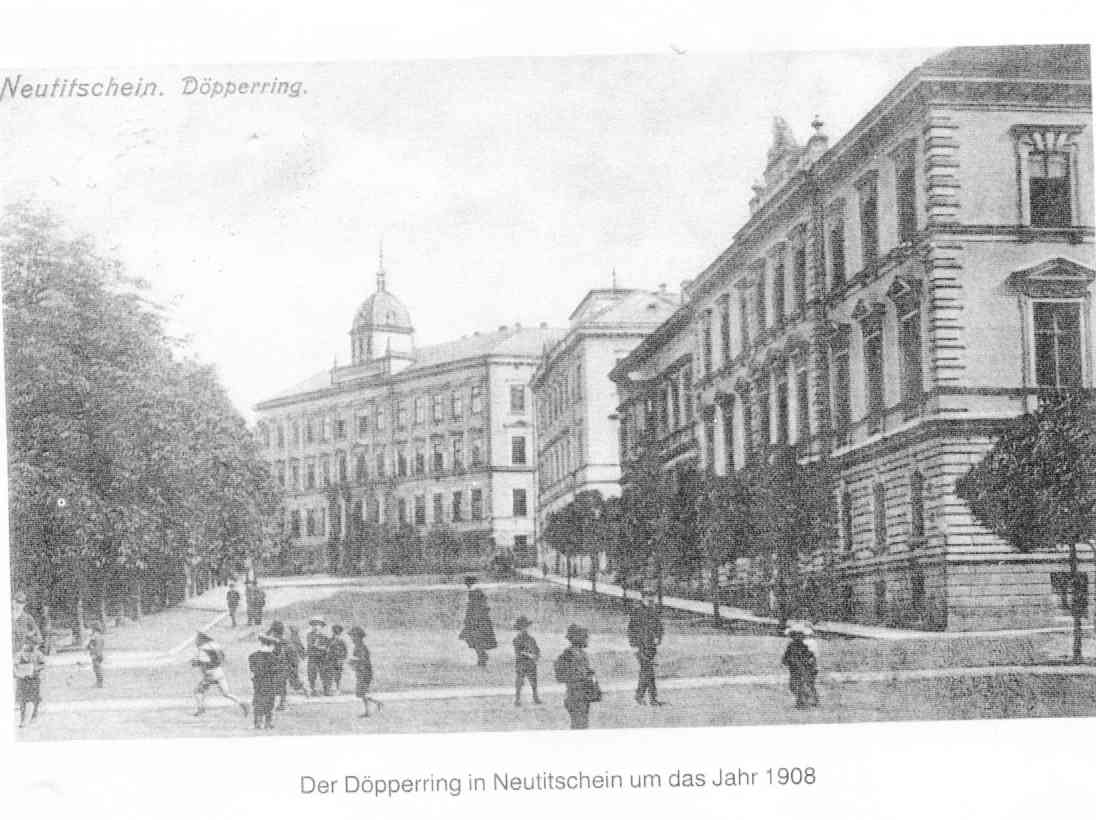
Döpperring in Neutitschein aus dem Jahre 1908 (Ansichtskarte)

Tyršova in Nový Jičín (Tschechien) aus dem Jahr 1997 (Farbfotografie)

Döpper war der Name einer bedeutenden Unternehmerfamilie in Mähren.

## Personen
- Caspar Ferdinand Döpper (* 1764; † 15. November 1821) war von Beruf Tuchscherer und wanderte im 18. Jahrhundert nach Neutitschein, heute Nový Jičín (Mähren) ein. Er fand zunächst Arbeit beim Tuchscherermeister Böhm. Am 23. Juni 1814 kaufte er das Gebäude, in dem die älteste Tuchfabrik der Stadt untergebracht war  (Haus Nr. 138 Orient. Nr. 15, das „Haus am grünen Graben“) und gründete eine Tuchfabrik[1].
- Die Söhne Karl Theodor Döpper († 17. Dezember 1864) und August Ferdinand Döpper († 14. Juni 1859) übernahmen die Fabrik.
- Karl Theodor Döpper  war ursprünglich  Gesellschafter der Fa. Caspar Ferdinand Döpper und Söhne. In seiner Pension war er als „Schankbürger“[2] der Stadt Neutitschein bekannt.
- August Ferdinand Döpper  war Tuchfabrikant. In seinem Testament vermachte er die Tuchfabrik seinem Enkel Rainer Hosch, der die Fabrik nach dem Tode seines Großvaters übernahm und weiterführte.
- Rainer Hosch verkaufte das Gebäude an die Stadt Neutitschein (16. Oktober 1870), die nach einigen Umbauten eine Realschule und einen Kindergarten einrichtete[3]. In einigen Nebengebäuden betrieb Rainer Hosch noch eine Lohnappretur.
- Mit Beschluss vom 4. September 1888 wurde die Firma Rainer Hosch – Erzeugung von Tuch- und Schafwollwaren aus dem Handelsregister gelöscht.

Die Straße vor der Fabrik wurde nach Caspar Ferdinand „Döpperring“ (heute Tyršova) benannt.